# Lepší než život
Lepší než život (v anglickém originále Better Than Life) je druhá epizoda druhé série (a celkově osmá) britského kultovního sci-fi seriálu Červený trpaslík. Poprvé byla vysílána na kanálu BBC2 13. září 1988. Lepší než život je také název stejnojmenné knihy, kterou napsali Rob Grant a Doug Naylor a jež poprvé vyšla roku 1991 (česky pak v roce 2003 v nakladatelství Argo).

## Děj epizody
K Červenému trpaslíku dorazí poštovní modul. Rimmer dostane dopis od matky, ve kterém se píše, že jeho otec skonal. Lister jej chce rozveselit, a tak ho s Kocourem vezmou do počítačové hry Lepší než život, jež dorazila s poštou. Hoši si nasadí na hlavy zvláštní helmy a ocitnou se ve virtuální realitě, kde se jim vyplní všechny jejich sny. Rimmerova psychika je již tak narušená, že si podvědomě přeje trpět a všechny jeho noční můry se mu začnou plnit, tím zkazí hru i Listerovi s Kocourem.

## Kulturní reference
- S poštou dorazí také 1649. díl seriálu Pátek třináctého a remake filmu Casablanca.
- Na pláži ve hře lepší než život potkají hoši z Trpaslíka Marilyn Monroe a Rimmer dostane autogram od Napoleona Bonaparta, jehož označí za svého "oblíbeného fašistického diktátora".